# Бейн, Андретти
Андретти Бейн (англ. Andretti Bain; род. 1 декабря 1985, Нассау) — багамский легкоатлет, специалист по бегу на короткие дистанции. Выступал на профессиональном уровне в 2001—2021 годах, обладатель серебряной медали Олимпийских игр в Пекине, чемпион Панамериканских игр, серебряный призёр Игр Содружества, Центральноамериканских и Карибских игр.

## Биография
Андретти Бейн родился 1 декабря 1985 года в Нассау, Багамские Острова.
Занимался лёгкой атлетикой во время учёбы в Университете Орала Робертса, в составе университетской легкоатлетической команды Oral Roberts Golden Eagles успешно выступал на различных студенческих соревнованиях в США, в частности выигрывал чемпионат Национальной ассоциации студенческого спорта (NCAA) в беге на 400 метров в помещении и на открытом стадионе.
Впервые заявил о себе на международном уровне в сезоне 2001 года, когда вошёл в состав багамской сборной и выступил в беге на 400 метров с барьерами на юношеском мировом первенстве в Дебрецене.
В 2002 году бежал эстафету 4×400 метров на юниорском мировом первенстве в Кингстоне, в финал не вышел.
В 2004 году в эстафете 4×400 метров занял пятое место на чемпионате мира в помещении в Будапеште. Дошёл до полуфиналов в дисциплине 400 метров и эстафете 4×400 метров на юниорском мировом первенстве в Гроссето.
В 2006 году в 400-метровом беге отметился выступлением на Центральноамериканских и Карибских играх в Картахене.
В 2007 году вместе с соотечественниками одержал победу в эстафете 4×400 метров на Панамериканских играх в Рио-де-Жанейро (стартовал только на предварительном квалификационном этапе).
Благодаря череде успешных выступлений в 2008 году удостоился права защищать честь страны на летних Олимпийских играх в Пекине — в индивидуальном беге на 400 метров остановился на стадии полуфиналов, тогда как в эстафете 4×400 метров совместно с партнёрами по багамской сборной завоевал серебряную награду, уступив в финале только команде США.
В 2010 году участвовал в чемпионате мира в помещении в Дохе, в Играх Содружества в Дели, выиграл серебряную медаль в эстафете 4×400 метров на Центральноамериканских и Карибских играх в Маягуэсе.
В 2014 году бежал эстафету 4×400 метров на чемпионате мира в помещении в Сопоте, получил серебро на Играх Содружества в Глазго (участвовал только в предварительном забеге).
В 2015 году в эстафете 4×400 метров стартовал на Панамериканских играх в Торонто.
Завершил спортивную карьеру по окончании сезона 2021 года.